# Idioma casita
El idioma casita fue un idioma hablado por los casitas en el norte de Mesopotamia desde el siglo XVIII a. C. hasta el siglo IV. Desde el siglo siglo XVI hasta el siglo XII a. C., los reyes de origen casita gobernaron en Babilonia hasta que fueron desplazados por los elamitas.
Los casitas del estado babilonio usaban el idioma acadio como lengua de propósito general. Por esa razón, hay pocos vestigios del idioma casita: un reducido diccionario casita-acadio con términos agrícolas y técnicos, nombres de colores, etc., y listas de antropónimos, teónimos y nombres de caballos. La falta de textos casitas hace difícil la reconstrucción de una gramática casita hasta el momento.
No se sabe con certeza la relación del idioma casita con otras lenguas, aunque se sabe que no era ni indoeuropeo ni semítico. Se duda que estuviese relacionado con el elamita. Algunas palabras parecen préstamos de lenguas indoiranias.
No se conocen morfemas. Las palabras buri (gobernante) y burna (protegido) probablemente tenían la misma raíz.